# Futebol nos Jogos Pan-Americanos de 2023 - Masculino
O torneio masculino de futebol nos Jogos Pan-Americanos de 2023 foi disputado entre 23 de outubro e 4 de novembro, no Estádio Sausalito, em Viña del Mar, e no Estádio Elías Figueroa Brander, em Valparaíso. Oito equipes participaram do evento, que foi restrito a jogadores com até 22 anos, além de até três jogadores acima dessa idade.

## Qualificação
Um total de oito equipes se classificaram, sendo quatro delas da CONMEBOL e quatro da CONCACAF. O método de qualificação adotado pela confederações sul-americana foras as equipes melhores classificadas nos respectivos campeonatos sub-20. O Chile classificou-se automaticamente por ser o país anfitrião.
| Evento                                  | Evento                                  | Datas                           | Local    | Vagas | Classificados           |
| --------------------------------------- | --------------------------------------- | ------------------------------- | -------- | ----- | ----------------------- |
| País-sede                               | País-sede                               | —                               | —        | 1     | Chile                   |
| Campeonato da CONCACAF Sub-20 de 2022   | Campeão                                 | 18 de junho – 3 de julho        | Honduras | 1     | Estados Unidos          |
| Campeonato da CONCACAF Sub-20 de 2022   | Melhor equipe do Caribe                 | 18 de junho – 3 de julho        | Honduras | 1     | República Dominicana    |
| Campeonato da CONCACAF Sub-20 de 2022   | Melhor equipe da América Central        | 18 de junho – 3 de julho        | Honduras | 1     | Honduras                |
| Campeonato da CONCACAF Sub-20 de 2022   | Melhor equipe da América do Norte       | 18 de junho – 3 de julho        | Honduras | 1     | México                  |
| Campeonato Sul-Americano Sub-20 de 2023 | Campeonato Sul-Americano Sub-20 de 2023 | 19 de janeiro – 12 de fevereiro | Colômbia | 3     | Brasil Colômbia Uruguai |
| Total                                   |                                         |                                 |          | 8     |                         |

## Sorteio
O sorteio dos grupos foi realizado em 18 de agosto de 2023, nos estúdios da rede de televisão chilena Chilevisión. As oito equipes foram divididas em dois grupos de quatro, sendo que cada grupo foi formado por duas equipes da CONCACAF e duas equipes da CONMEBOL. O Chile (anfitrião) foi colocado na primeira posição do grupo A, enquanto as sete equipes restantes foram colocadas em dois potes de acordo com a confederação.
| Pote 1                             | Pote 2                                         |
| ---------------------------------- | ---------------------------------------------- |
| Chile Brasil México Estados Unidos | Colômbia Uruguai Honduras República Dominicana |

As equipes da CONCACAF foram sorteadas primeiro e atribuídas às duas primeiras posições nos grupos. Depois, as equipes da CONMEBOL foram sorteadas e as duas primeiras equipes completaram as posições restantes do grupo A, enquanto que as duas últimas integraram o grupo B. O sorteio resultou nos seguintes grupos:
| Pos. | Equipe               |
| ---- | -------------------- |
| A1   | Chile                |
| A2   | México               |
| A3   | Uruguai              |
| A4   | República Dominicana |

| Pos. | Equipe         |
| ---- | -------------- |
| B1   | Brasil         |
| B2   | Estados Unidos |
| B3   | Colômbia       |
| B4   | Honduras       |

## Medalhistas
|  | BRA Brasil |  | CHI Chile |  | MEX México |
|  | Mycael Pontes Matheus Miranda Michel Modesto Arthur Chaves Ronald Falkoski Patryck Lanza Gabriel Pirani Matheus Dias Matheus Nascimento Marcus Vinícius Oliveira Guilherme Biro Andrew Ventura Gustavo Martins Matheus Donelli Igor Jesus Thauan Lara Kaio César Lucas Figueiredo |  | Brayan Cortés Jonathan Villagra Bruno Guitérrez Daniel Guitérrez Matías Zaldivia Vicente Pizarro Maximiliano Guerrero César Fuentes Alexander Aravena Lucas Assadi Clemente Montes Tomás Ahumada Alfred Canales Julián Alfaro Antonio Díaz Felipe Loyola César Pérez Daimán Pizarro |  | Fernando Tapia Alfonso Monroy Emilio Lara Rafael Fernández Mauricio Isais Érik Lira Raymundo Fulgencio Fidel Ambríz Ettson Ayón Jordan Carrillo Bryan González Eduardo García Jesús Garza Antonio Leone Sebastián Pérez Bouquet Jesús Brigido Ramiro Arciga Ali Ávila |

## Fase de grupos
| Critérios de desempate |
| --- |
| A classificação das equipas na fase de grupos é determinada da seguinte forma: 1. Pontos obtidos em todos os jogos do grupo (três pontos por vitória, um por empate, nenhum por derrota); 2. Diferença de gols em todos os jogos do grupo; 3. Número de gols marcados em todas as partidas da fase de grupos; 4. Pontos obtidos nas partidas disputadas entre as equipes em questão; 5. Diferença de gols nas partidas disputadas entre as equipes em questão; 6. Número de gols marcados nas partidas disputadas entre as equipes em questão; 7. Pontos de fair play em todas as partidas do grupo (apenas uma dedução pode ser aplicada a um jogador em uma única partida): - Cartão amarelo: −1 ponto; - Cartão vermelho indireto (segundo cartão amarelo): −3 pontos; - Cartão vermelho direto: −4 pontos; - Cartão amarelo e cartão vermelho direto: −5 pontos; 8. Sorteio. |

|  | Equipes classificadas à fase final                |
|  | Equipes classificadas à disputa pelo quinto lugar |
|  | Equipes classificadas à disputa pelo sétimo lugar |

Todas as partidas seguem o fuso horário local (UTC-3)

### Grupo A
| Pos. | Seleção              | Pts | J | V | E | D | GP | GC | SG |
| ---- | -------------------- | --- | - | - | - | - | -- | -- | -- |
| 1    | Chile                | 9   | 3 | 3 | 0 | 0 | 7  | 0  | +7 |
| 2    | México               | 4   | 3 | 1 | 1 | 1 | 1  | 1  | 0  |
| 3    | Uruguai              | 3   | 3 | 1 | 0 | 2 | 1  | 2  | –1 |
| 4    | República Dominicana | 1   | 3 | 0 | 1 | 2 | 0  | 6  | –6 |

| 23 de outubro | Uruguai       | 1 – 0     | República Dominicana | Estádio Elías Figueroa Brander, Valparaíso |
| 15:00         | Rodríguez 35' | Relatório |                      | Árbitro: PAR Juan López                    |

| 23 de outubro | Chile        | 1 – 0     | México | Estádio Elías Figueroa Brander, Valparaíso |
| 20:00         | Guerrero 28' | Relatório |        | Árbitro: ECU Bryan Loayza                  |

| 26 de outubro | México | 0 – 0     | República Dominicana | Estádio Sausalito, Viña del Mar |
| 13:00         |        | Relatório |                      | Árbitro: PER Jesús Cartagena    |

| 26 de outubro | Chile         | 1 – 0     | Uruguai | Estádio Sausalito, Viña del Mar |
| 18:00         | Aravena 45+1' | Relatório |         | Árbitro: VEN Yender Herrera     |

| 29 de outubro | Uruguai | 0 – 1     | México             | Estádio Sausalito, Viña del Mar |
| 13:00         |         | Relatório | Saldivia 28' (g.c) | Árbitro: PAR Juan López         |

| 29 de outubro | Chile                                                                | 5 – 0     | República Dominicana | Estádio Elías Figueroa Brander, Valparaíso |
| 18:00         | Fuentes 15' · Alfaro 28' · Assadi 75' · Montes 90+2' · Aravena 90+5' | Relatório |                      | Árbitro: ECU Bryan Loayza                  |

### Grupo B
| Pos. | Seleção        | Pts | J | V | E | D | GP | GC | SG |
| ---- | -------------- | --- | - | - | - | - | -- | -- | -- |
| 1    | Brasil         | 9   | 3 | 3 | 0 | 0 | 6  | 0  | +6 |
| 2    | Estados Unidos | 6   | 3 | 2 | 0 | 1 | 4  | 2  | +2 |
| 3    | Colômbia       | 3   | 3 | 1 | 0 | 2 | 2  | 4  | –2 |
| 4    | Honduras       | 0   | 3 | 0 | 0 | 3 | 1  | 7  | –6 |

| 23 de outubro | Colômbia              | 2 – 0     | Honduras | Estádio Sausalito, Viña del Mar |
| 13:00         | Ruiz 16' · Cortés 41' | Relatório |          | Árbitro: CHI Fernando Véjar     |

| 23 de outubro | Brasil      | 1 – 0     | Estados Unidos | Estádio Sausalito, Viña del Mar |
| 18:00         | Miranda 86' | Relatório |                | Árbitro: VEN José Matos         |

| 26 de outubro | Estados Unidos              | 2 – 1     | Honduras   | Estádio Elías Figueroa Brander, Valparaíso |
| 15:00         | Leyva 72' · Ku-DiPietro 90' | Relatório | García 17' | Árbitro: CHI Manuel Vergara                |

| 26 de outubro | Brasil                | 2 – 0     | Colômbia | Estádio Elías Figueroa Brander, Valparaíso |
| 20:00         | Biro 16' · Pirani 51' | Relatório |          | Árbitro: URU José Burgos                   |

| 29 de outubro | Brasil                              | 3 – 0     | Honduras | Estádio Elías Figueroa Brander, Valparaíso |
| 13:00         | Ronald 51' · Martins 54' · Lara 79' | Relatório |          | Árbitro: VEN José Matos                    |

| 29 de outubro | Colômbia | 0 – 2     | Estados Unidos       | Estádio Sausalito, Viña del Mar |
| 18:00         |          | Relatório | Ikoba 63' · Neri 76' | Árbitro: CHI Fernando Véjar     |

## Jogos de classificação

### Disputa pelo sétimo lugar
| 1 de novembro | República Dominicana | 1 – 3     | Honduras                             | Estádio Sausalito, Viña del Mar |
| 14:00         | Ciriaco 40'          | Relatório | Miranda 11' · Carter 45' · Ochoa 88' | Árbitro: ECU Juan Andrade       |

### Disputa pelo quinto lugar
| 1 de novembro | Uruguai | 0 – 0     | Colômbia | Estádio Elías Figueroa Brander, Valparaíso |
| 12:00         |         | Relatório |          | Árbitro: CHI Manuel Vergara                |

|                                                |       | Penalidades                           |  |
| O'Neil Nandín Cruz de los Santos Lavega Piñero | 4 – 3 | Palacios Castilla Rojas Mosquera Ruiz |  |

## Fase final
|  | Semifinais                   | Semifinais   |                              |       | Final | Final |
|  |                              |              |                              |       |       |       |
|  | 1 de novembro – Valparaíso   |              |                              |       |       |       |
|  |                              |              |                              |       |       |       |
|  | Chile                        | 1            |                              |       |       |       |
|  | Chile                        | 1            | 4 de novembro – Viña del Mar |       |       |       |
|  | Estados Unidos               | 0            |                              |       |       |       |
|  | Estados Unidos               | 0            | Chile                        | 1 (2) |       |       |
|  | 1 de novembro – Viña del Mar |              | Chile                        | 1 (2) |       |       |
|  |                              | Brasil (pen) | 1 (4)                        |       |       |       |
|  | México                       | Brasil (pen) | 1 (4)                        | 0     |       |       |
|  | México                       |              |                              | 0     |       |       |
|  | Brasil                       | 1            |                              |       |       |       |
|  | Brasil                       | 1            | Disputa pelo bronze          |       |       |       |
|  |                              |              |                              |       |       |       |
|  | 4 de novembro – Viña del Mar |              |                              |       |       |       |
|  |                              |              |                              |       |       |       |
|  | Estados Unidos               | 1            |                              |       |       |       |
|  | Estados Unidos               | 1            |                              |       |       |       |
|  | México                       | 4            |                              |       |       |       |

### Semifinais
| 1 de novembro | Chile     | 1 – 0     | Estados Unidos | Estádio Elías Figueroa Brander, Valparaíso |
| 17:00         | Pérez 57' | Relatório |                | Árbitro: PAR Juan López                    |

| 1 de novembro | México | 0 – 1     | Brasil         | Estádio Sausalito, Viña del Mar |
| 20:00         |        | Relatório | Leone 2' (g.c) | Árbitro: ECU Bryan Loayza       |

### Disputa pelo bronze
| 4 de novembro | Estados Unidos | 1 – 4     | México                                        | Estádio Sausalito, Viña del Mar |
| 13:00         | Ikoba 23'      | Relatório | Carrillo 42', 72' · Fulgencio 50' · Ávila 88' | Árbitro: CHI Fernando Véjar     |

### Final
| 4 de novembro | Chile        | 1 – 1     | Brasil     | Estádio Sausalito, Viña del Mar |
| 20:00         | Guerrero 42' | Relatório | Ronald 83' | Árbitro: VEN Yender Herrera     |

|                                  |       | Penalidades                                 |  |
| Zaldivia Villagra Fuentes Montes | 2 – 4 | Nascimento Ronald Figueiredo Miranda Mycael |  |

## Classificação final
| Pos.              | Equipe               | Campanha | Campanha | Campanha | Campanha | Campanha | Campanha |
| Pos.              | Equipe               | V        | E        | D        | GP       | GC       | SG       |
| ----------------- | -------------------- | -------- | -------- | -------- | -------- | -------- | -------- |
| Medalha de ouro   | Brasil (5º título)   | 4        | 1        | 0        | 8        | 1        | +7       |
| Medalha de prata  | Chile                | 4        | 1        | 0        | 9        | 1        | +8       |
| Medalha de bronze | México               | 2        | 1        | 2        | 8        | 3        | +5       |
| 4                 | Estados Unidos       | 2        | 0        | 3        | 5        | 7        | –2       |
| 5                 | Uruguai              | 1        | 1        | 2        | 1        | 2        | –1       |
| 6                 | Colômbia             | 1        | 1        | 2        | 2        | 4        | –2       |
| 7                 | Honduras             | 1        | 0        | 3        | 4        | 8        | –4       |
| 8                 | República Dominicana | 0        | 1        | 3        | 1        | 9        | –8       |

## Artilharia
2 gols (5)
- BRA Ronald
- CHI Alexander Aravena
- CHI Maximiliano Guerrero
- MEX Jordan Carrillo
- USA Tega Ikoba

1 gols (23)
- BRA Gabriel Pirani
- BRA Guilherme Biro
- BRA Gustavo Martins
- BRA Matheus Miranda
- BRA Thauan Lara
- CHI César Fuentes
- CHI César Pérez
- CHI Clemente Montes
- CHI Julián Alfaro
- CHI Lucas Assadi
- COL Carlos Manuel Cortés
- COL Daniel Ruiz
- DOM Alex Ciriaco
- HON Antony García
- HON Daniel Carter
- HON David Ochoa
- HON Jeffry Miranda
- MEX Ali Ávila
- MEX Raymundo Fulgencio
- URU Emiliano Rodríguez
- USA Daniel Leyva
- USA Rodrigo Neri
- USA Theodore Ku-DiPietro

Gols contra (2)
- MEX Tony Leone (para o Brasil)
- URU Alex Saldivia (para o México)